# William Francis Patrick Napier
Sir William Francis Patrick Napier (Celbridge, 17 dicembre 1785 – Clapham, 12 febbraio 1860) è stato un generale e storico britannico di origine irlandese del British Army, terzo figlio del colonnello George Napier (1751–1804) e della moglie Sarah Lennox (1845-1826).

## Biografia

### Servizio militare
Divenne alfiere della Royal Irish Artillery nel 1800, ma una volta passato al 62º reggimento fu messo a mezza paga nel 1802. In seguito divenne cornetta delle Royal Horse Guards grazie all'influenza dello zio duca di Richmond, e per la prima volta prestò servizio attivo in questo reggimento. Poco dopo si fece convincere da John Moore che avrebbe dovuto farsi trasferire al 52º reggimento, che stava per essere addestrato presso il famoso campo di Shorncliffe (Kent). Tramite John Moore fu inserito tra i fanti del 43°, finendo a Shorncliffe e diventando uno dei preferiti di Moore.
Servì in Danimarca, partecipò alle schermaglie di Koege (Køge), e, dopo il trasferimento del reggimento in Spagna, fu coinvolto nella ritirata a La Coruña, che portò a problemi permanenti della sua salute. Nel 1809 divenne aide-de-camp del cugino duca di Richmond, tenente irlandese, unendosi però al 43° quando questo fu inviato di nuovo in Spagna. Con la brigata leggera (43°, 52° e 95°) comandata dal generale Craufurd marciò su Talavera nella famosa marcia forzata che descrisse nella sua opera History, in cui ebbe un violento attacco di pleurite.
Si rifiutò di abbandonare la Spagna, fu ferito a Coa, e colpito vicino alla spina dorsale da un proiettile a Cazal Nova. Fu importante nell'inseguimento di Massena dopo aver lasciato le linee di Torres Vedras, tanto che assieme al fratello George fu raccomandato per la promozione a maggiore. Divenne maggiore di brigata, fu presente alla battaglia di Fuentes de Oñoro, ma ebbe un attacco di febbre malarica talmente grave da dover fare ritorno in Inghilterra.
In Inghilterra sposò la cugina Caroline Amelia Fox, figlia del generale Henry Edward Fox e nipote dello statista Charles James Fox. Ebbero numerosi figli, uno dei quali, Pamela Adelaide Napier, sposò Philip William Skynner Miles ed ebbe come figlio Philip Napier Miles. Un'altra figlia, Louisa Augusta Napier, sposò il generale Patrick Leonard MacDougall che, dopo la morte di lei, sposò in seconde nozze Marianne Adelaide Miles, sorella di Philip William Skynner Miles.
Tre settimane dopo il matrimonio ripartì per la Spagna, e partecipò all'assalto di Badajoz, dove il suo grande amico colonnello McLeod fu ucciso. In assenza del nuovo tenente colonnello, prese il comando del 43º reggimento guidandolo nella battaglia di Salamanca. Dopo una breve permanenza a casa si riunì al reggimento sui Pirenei, compiendo il suo gioiello tattico nella battaglia del Nivelle dove, con istinto militare, conquistò la postazione fortificata di Nicolas Jean-de-Dieu Soult, praticamente senza ordini. Guidò questo reggimento anche a Nive, dove fu ferito due volte, ad Orthes, ed a Tolosa. Grazie al suo lavoro divenne tenente colonnello grazie ad un brevetto. Come il fratello Charles entrò al collegio militare di Farnham. Comandò il proprio reggimento nell'invasione della Francia del dopo Waterloo, restando in Francia con l'esercito di occupazione fino al 1819, anno in cui si congedò a mezza paga. Dato che non riusciva a vivere con la mezza paga di un maggiore, mantenendo moglie e figli, decise di diventare artista, acquistando una casa in Sloane Street in cui studiò con George Jones, l'accademico.

### L'impegno come storico
Durante gli anni passati in Francia migliorò la propria istruzione, tanto che colui che scrisse History of the War in the Peninsula iniziò a parlare e scrivere un inglese rispettabile. La sua carriera fu più prospera in letteratura che nell'arte. Scoprì questa inclinazione a causa di un'ottima recensione che scrisse sulle opere di Antoine de Jomini (Edinburgh Review) fatta nel 1821, e nel 1823 Henry Bickersteth gli suggerì di scrivere la storia della Guerra d'indipendenza spagnola.
Per qualche tempo non seguì il consiglio, ma poi si decise a diventare uno scrittore per difendere la memoria di John Moore, offuscata da quella di Wellington. Lo stesso duca di Wellington gli fornì assistenza, fornendogli l'intera corrispondenza di Giuseppe Bonaparte recuperata durante la battaglia di Vitoria. Erano documenti cifrati, ma la signora Napier, con grande pazienza, ne scoprì la chiave. Anche il maresciallo Soult si interessò all'opera, e la adattò per la traduzione in francese fatta da Mathieu Dumas.
Nel 1828 fu edito il primo volume della History. L'editore, John Murray, in realtà, fu scontento della vendita del primo volume, per cui Napier si autopubblicò i successivi. Si capì subito che le opere sulla guerra d'indipendenza spagnola erano ben accette. L'eccitazione seguita alla pubblicazione di ogni volume era dimostrata dai numerosi opuscoli scritti da chi credeva di essere stato attaccato, e dagli scontri con numerosi illustri ufficiali. Il successo del libro fu dimostrato soprattutto dall'assenza di concorrenza, piuttosto che da queste controversie. Le storie scritte da Robert Southey e Robert Stewart furono un fiasco, e Sir George Murray, generale di Wellington, che aveva deciso a sua volta di scriverne una, rinunciò prima di cominciare. Questo tripudio permise di definire Napier come il più grande storico militare che l'Inghilterra avesse mai prodotto. Quando nel 1840 fu pubblicato l'ultimo volume, la sua fama aveva raggiunto anche Francia e Germania.
In questi anni la sua vita fu assorbita dall'opera, ma trovò il tempo per supportare il movimento riformista che stava scuotendo l'Inghilterra. 'The Radicals' (radicali) di Bath, precursori del cartismo, e di molte altre città insistettero per convincerlo a farsi eleggere in parlamento, e Napier fu infine invitato a diventare capo della guardia militare con l'obiettivo di riformare le forze armate. Rifiutò con la scusa di avere problemi di salute, ed una famiglia di otto figli. Nel 1830 fu promosso colonnello, e nel 1841 maggiore-generale e tenente governatore di Guernsey. Qui si occupò delle relazioni tra soldati ed abitanti, e riformò il governo dell'isola.
Mentre si trovava a Guernsey, il fratello Charles conquistò Sindh, il che lo riportò nel campo della letteratura. Nel 1845 pubblicò History of the Conquest of Scinde, e nel 1851 History of the Administration of Scinde con la stessa qualità del vecchio History, ma che non ottennero lo stesso seguito. Nel 1847 diede le dimissioni da governatore, e nel 1848 fu insignito dell'Ordine del Bagno, e si trasferì a Scinde House, Clapham Park. Nel 1851 fu promosso tenente generale. Impiegò il suo tempo per difendere il fratello, revisionando l'opera History e scrivendo lettere a The Times su qualsiasi argomento, militare o letterario.
La sua vita privata fu offuscata dal male incurabile che colpì l'unico figlio maschio e, quando il fratello Charles morì nel 1853, il mondo sembrò oscurarsi. Si dedicò alla scrittura della biografia del fratello che fu pubblicata nel 1857, e che per molti versi è la sua opera più caratteristica. Alla fine del 1853 morì il fratello minore, il capitano Henry Napier, e nel 1855 anche l'altro fratello, Sir George. Visse fino al 1860 quando, distrutto da problemi, stanchezza e salute, morì a Clapham e fu sepolto presso il cimitero di West Norwood Cemetery. Quattro mesi prima era stato promosso generale.

## Ascendenza
|                                     |                                    |                                                     | Genitori                                   |  |  | Nonni |  |  | Bisnonni                    |  |  | Trisnonni                  |  |
|                                     |                                    |                                                     |                                            |  |  |       |  |  | William Scott, II baronetto |  |  | Francis Scott, I baronetto |  |
|                                     |                                    |                                                     |                                            |  |  |       |  |  | William Scott, II baronetto |  |  | Francis Scott, I baronetto |  |
|                                     |                                    | Henrietta Kerr                                      |                                            |  |  |       |  |  | William Scott, II baronetto |  |  |                            |  |
| Francis Napier, VI lord Napier      |                                    |                                                     |                                            |  |  |       |  |  | William Scott, II baronetto |  |  |                            |  |
|                                     |                                    | Elizabeth Brisbane                                  | John Brisbane                              |  |  |       |  |  |                             |  |  |                            |  |
|                                     |                                    | Elizabeth Brisbane                                  | John Brisbane                              |  |  |       |  |  |                             |  |  |                            |  |
|                                     |                                    | Elizabeth Brisbane                                  | Margaret Brisbane, V lady Napier           |  |  |       |  |  |                             |  |  |                            |  |
| George Napier                       |                                    | Elizabeth Brisbane                                  |                                            |  |  |       |  |  |                             |  |  |                            |  |
|                                     |                                    | Charles Hope, I conte di Hopetoun                   | John Hope                                  |  |  |       |  |  |                             |  |  |                            |  |
|                                     |                                    | Charles Hope, I conte di Hopetoun                   | John Hope                                  |  |  |       |  |  |                             |  |  |                            |  |
|                                     |                                    | Charles Hope, I conte di Hopetoun                   | Margaret Hamilton                          |  |  |       |  |  |                             |  |  |                            |  |
| Henrietta Mary Hope                 |                                    | Charles Hope, I conte di Hopetoun                   |                                            |  |  |       |  |  |                             |  |  |                            |  |
|                                     |                                    | Henrietta Johnstone                                 | William Johnstone, I marchese di Annandale |  |  |       |  |  |                             |  |  |                            |  |
|                                     |                                    | Henrietta Johnstone                                 | William Johnstone, I marchese di Annandale |  |  |       |  |  |                             |  |  |                            |  |
|                                     |                                    | Henrietta Johnstone                                 | Sophia Fairholm                            |  |  |       |  |  |                             |  |  |                            |  |
| William Francis Patrick Napier      |                                    | Henrietta Johnstone                                 |                                            |  |  |       |  |  |                             |  |  |                            |  |
|                                     | Charles Lennox, I duca di Richmond | Charles II, re d'Inghilterra, di Scozia e d'Irlanda |                                            |  |  |       |  |  |                             |  |  |                            |  |
|                                     | Charles Lennox, I duca di Richmond | Charles II, re d'Inghilterra, di Scozia e d'Irlanda |                                            |  |  |       |  |  |                             |  |  |                            |  |
|                                     | Charles Lennox, I duca di Richmond | Louise Renée de Penancoët de Kérouaille             |                                            |  |  |       |  |  |                             |  |  |                            |  |
| Charles Lennox, II duca di Richmond | Charles Lennox, I duca di Richmond |                                                     |                                            |  |  |       |  |  |                             |  |  |                            |  |
|                                     |                                    | Anne Brudenell                                      | Francis Brudenell, barone Brudenell        |  |  |       |  |  |                             |  |  |                            |  |
|                                     |                                    | Anne Brudenell                                      | Francis Brudenell, barone Brudenell        |  |  |       |  |  |                             |  |  |                            |  |
|                                     |                                    | Anne Brudenell                                      | Frances Savile                             |  |  |       |  |  |                             |  |  |                            |  |
| Sarah Lennox                        |                                    | Anne Brudenell                                      |                                            |  |  |       |  |  |                             |  |  |                            |  |
|                                     |                                    | William Cadogan, I conte Cadogan                    | Henry Cadogan                              |  |  |       |  |  |                             |  |  |                            |  |
|                                     |                                    | William Cadogan, I conte Cadogan                    | Henry Cadogan                              |  |  |       |  |  |                             |  |  |                            |  |
|                                     |                                    | William Cadogan, I conte Cadogan                    | Bridget Waller                             |  |  |       |  |  |                             |  |  |                            |  |
| Sarah Cadogan                       |                                    | William Cadogan, I conte Cadogan                    |                                            |  |  |       |  |  |                             |  |  |                            |  |
|                                     |                                    | Margaretta Cecilia Munter                           | Jan Munter                                 |  |  |       |  |  |                             |  |  |                            |  |
|                                     |                                    | Margaretta Cecilia Munter                           | Jan Munter                                 |  |  |       |  |  |                             |  |  |                            |  |
|                                     |                                    | Margaretta Cecilia Munter                           | Margaretha Trip                            |  |  |       |  |  |                             |  |  |                            |  |
|                                     |                                    | Margaretta Cecilia Munter                           |                                            |  |  |       |  |  |                             |  |  |                            |  |